# Glenn Murcutt
Glenn Marcus Murcutt (* 25. července 1936, Londýn) je australský architekt, nositel nejprestižnějšího ocenění v oboru: Pritzkerovy ceny z roku 2002. Roku 2009 obdržel Zlatou medaili AIA.

## Život
Narodil se australským rodičům v Británii. Vyrůstal na Nové Guineji. Dnes žije v Sydney. Roku 1961 vystudoval architekturu na Sydney Technical College (UNSW). V letech 1964–69 pracoval pro studio pro Ancher Mortlock Murray & Woolley v Sydney. Roku 1969 se osamostatnil a založil vlastní kancelář.
Proslavil se svými rodinnými domy (Meager House, Marie Short Funhouse, Riversdale-Houses aj.). Většina těchto rodinných domů stojí na samotě, v australské poušti, aby naplnila ideál úniku z civilizace. Tento ideál načerpal Murcutt z Thoreauovy slavné knihy Walden.
Jeho domy jsou typické střechami z vlnitého plechu, velkými skleněnými fasádami a velmi jednoduchou konstrukcí, která připomíná stan. Kladl vždy důraz na harmonii mezi přírodou a architekturou. Hlásí se k ovlivnění architektem Miese van der Rohem.

## Projekty
Informační centrum pro návštěvníky Bowali, národní park Kakadu, ve spolupráci s Troppo Architects
1972-1974: Laurie Short House, Sydney (NSW)
1974-1975: Marie Short House, Kempsey (NSW)
1976-1983: Berowra Waters Inn, Berowra Waters (NSW)
1977-1978: Ockens House, Cromer (NSW)
1977-1980: Nicholas House, Mount Irvine (NSW)
1977-1980: Carruthers House, Mount Irvine (NSW)
1982: Informační centrum pro návštěvníky Kempsey (NSW)
1981-1983: Ball-Eastaway House, Glenorie, Sydney (QLD)
1976-88: Muzeum místní historie a turistické kanceláře, Kempsey (NSW)
1981-1982: Fredericks House, Jamberoo (NSW)
1982-1984: Magney House, Bingie Bingie (NSW)
1986-1990: Magney House, Sydney (NSW)
1988-1991: Done House, Sydney (NSW)
1988-1992: Meagher House, Bowral (NSW)
1992: Raheen (Pratt Family Wing Addition), Kew (VIC)
1989-1994: Simpson-Lee House, Mount Wilson (NSW)
1991-1994: Marika-Alderton House, Yirrkala Community, Eastern Arnhern Land (NT)
1992: Murcutt Guest Studio, Kempsey (NSW)
1992-94: Informační centrum pro návštěvníky Bowali, Národní park Kakadu (NT), ve spolupráci s Troppo Architects
1994-1996: Schnaxl House, Newport (NSW)
1996-98: Fletcher-Page House, Kangaroo Valley (NSW)
1995-1996: Douglas and Ruth Murcutt House, Woodside (SA)
1996-99: Arthur and Yvonne Boyd Art Center, Riversdale, West Cambewarra (NSW), ve spolupráci s Reg Lark a Wendy Lewin
1997-2001: Dům v Kangaloonu, Southern Highlands (NSW)
2000-03: Murcutt / Lewin House and Studio, Mosman (NSW)
2001-05: Walsh House, Kangaroo Valley (NSW)
2002-03: Lerida Estate Winery, Lake George (NSW)
2006-07: Moss Vale Education Center (University of Wollongong), Moss Vale (NSW), ve spolupráci s Wendy Lewinovou
2006-16: Australian Islamic Center, Newport (VIC)
2019: MPavilion, Melbourne